# Ривин, Александр Григорьевич
Александр Григорьевич Ривин (1877—1944) — русский и советский педагог-новатор, автор коллективной формы обучения.

## Биография

### Ранние годы
Родился в 1877 году в Витебске. Учился в Одесском политехническом институте, однако по специальности не работал, решив попробовать себя в педагогике. В результате стал учителем с инженерным мышлением. В 1911 году он задумался над проблемой несоответствия методики преподавания с уровнем развития производства: ведь физический труд неуклонно механизируется, автоматизируется, а труд учебно-умственный по-прежнему остаётся первобытным — учитель всё так же учит сразу целую группу школьников, всех одинаково. Как повысить качество обучения и при этом облегчить работу учителя? Как сделать так, чтобы ученики тратили меньше времени и сил на овладевание знаниями и при этом процесс их обучения не только не страдал, но и становился результативнее?

### Эксперимент в Корнине
В начале 1918 года несколько жителей небольшого украинского местечка Корнин приехали в Киев, чтобы подыскать квалифицированного учителя для своих детей, который смог бы подготовить их к гимназии. 40-летний Ривин, слывший педагогом-эрудитом, согласился и в результате попал в Корнин. Сначала он занимался с шестью учениками, родители которых его и пригласили, брал с них деньги за труд. Но вскоре он потребовал включить в коллектив ещё около 30 ребят. Сюда вошли ученики разного возраста — от 10 до 16 лет. Кроме того, ребята отличались и уровнем подготовки: там были дети, которые почти не умели читать и писать, но встречались и более развитые. Ривин решил использовать методику сотрудничества учеников друг с другом. Дети работали в основном в парах и очень редко группами. Состав пар периодически менялся. Получалось, что внутри коллектива все работали с каждым и индивидуально. Ривин разработал специальную методику изучения учебных текстов, решения задач и т. д. Обучение продолжалось немногим менее десяти месяцев, так как в связи с военными действиями школа была закрыта. Однако за это короткое время ученики успели продвинуться в своих познаниях больше, чем за 3—4 года обычного школьного обучения. Ребята выполнили колоссальный объём работы. Те из них, кто раньше почти не мог говорить, стали выступать с докладами о творчестве А. С. Пушкина, Л. Н. Толстого, Н. В. Гоголя, рассуждать на философские и исторические темы, некоторые из них начали проявлять незаурядные математические способности. Этих выдающихся результатов удалось достичь благодаря новаторской методике: если бы Ривин обучал ребят традиционным способом, он бы просто физически не смог добиться чего-то подобного в столь короткий срок. Впоследствии он вспоминал:
«В то время меня охватил революционный пафос. Я готов был работать сутками. Спал мало, но усталости никакой. Это было страстное горение. Моё состояние передавалось моим ученикам. Нас радовали, окрыляли постоянные успехи».
Основные методы работы, как объяснял он, состояли в следующем: три четверти времени велись диалогические сочетания (оргдиалог), оставшееся время тратилось на самостоятельную работу и выступления учеников с комментариями учителя. Непрерывные обсуждения, споры не допускали таких явлений, как зубрёжка, натаскивание, механическое запоминание материала.
Свой педагогический подход Ривин называл содиалогом или оргдиалогом, а также талгенизмом (от слов талант и гений).

### Последующие годы
В начале 1920-х Ривин переехал в Москву и, устроившись заведующим учебной частью ФЗУ химиков, организовал там занятия по методу содиалога. После закрытия ФЗУ он продолжил распространять и внедрять оргдиалог в разных кружках и даже в частях Красной армии. В 1928 году, по его инициативе, был создан так называемый «Дикий вуз» (объединение групп по высшему техническому образованию), который прекратил своё существование в 1932 году с началом периода массовых репрессий. После этого Ривин давал частные уроки, занимался репетиторством. В 1941 году был эвакуирован в Рязань. Умер 5 марта 1944 года от голода в доме престарелых, в полной нищете и забвении.